# Lípa stříbrná
Lípa stříbrná (Tilia tomentosa), též známá jako lípa plstnatá, je opadavý strom dorůstající výšky 20-30 m. Listy jsou srdčité, na rubu nápadně bělavě plstnaté. Strom pochází z jihovýchodní Evropy a v České republice je pěstován jako parková a okrasná dřevina. Pod kvetoucími stromy tohoto druhu bývají nacházeny mrtvé včely a čmeláci, obsah toxických látek v pylu či nektaru však nebyl prokázán.

## Popis
Lípa stříbrná je mohutný opadavý strom dorůstající výšky 20 až 30, výjimečně až 40 metrů. Koruna je široce kuželovitá, borka je šedá a dlouho hladká. Letorosty i pupeny jsou šedavě plstnaté. Listy jsou srdčité, na líci tmavě zelené, na rubu bělošedě plstnaté hvězdovitými chlupy. Čepel listů je 7 až 10 cm dlouhá, na okraji 1-2x pilovitá a někdy mělce laločnatá. Řapík je plstnatý a dosahuje asi poloviny délky čepele. Květenství obsahuje 3 až 10 květů podepřených listenem. Na ploše listenu jsou hvězdovité chlupy. Květy jsou světle žluté, silně vonné. Tyčinky jsou kratší než korunní lístky. Mimo plodných tyčinek jsou přítomny i sterilní patyčinky. Plodem je dřevnatý, elipsoidní až téměř kulovitý, nezřetelně žebrovaný oříšek s plstnatým oplodím.

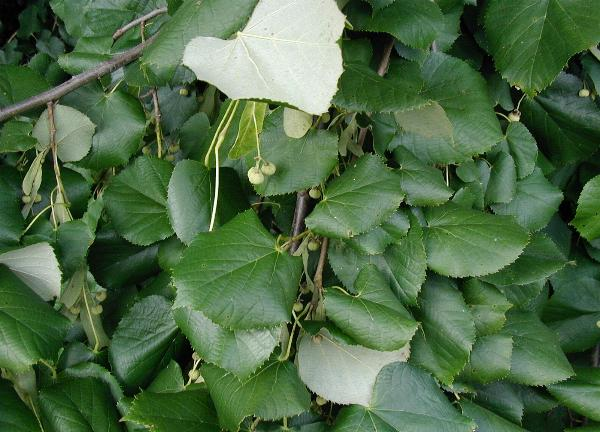
Listy lípy stříbrné
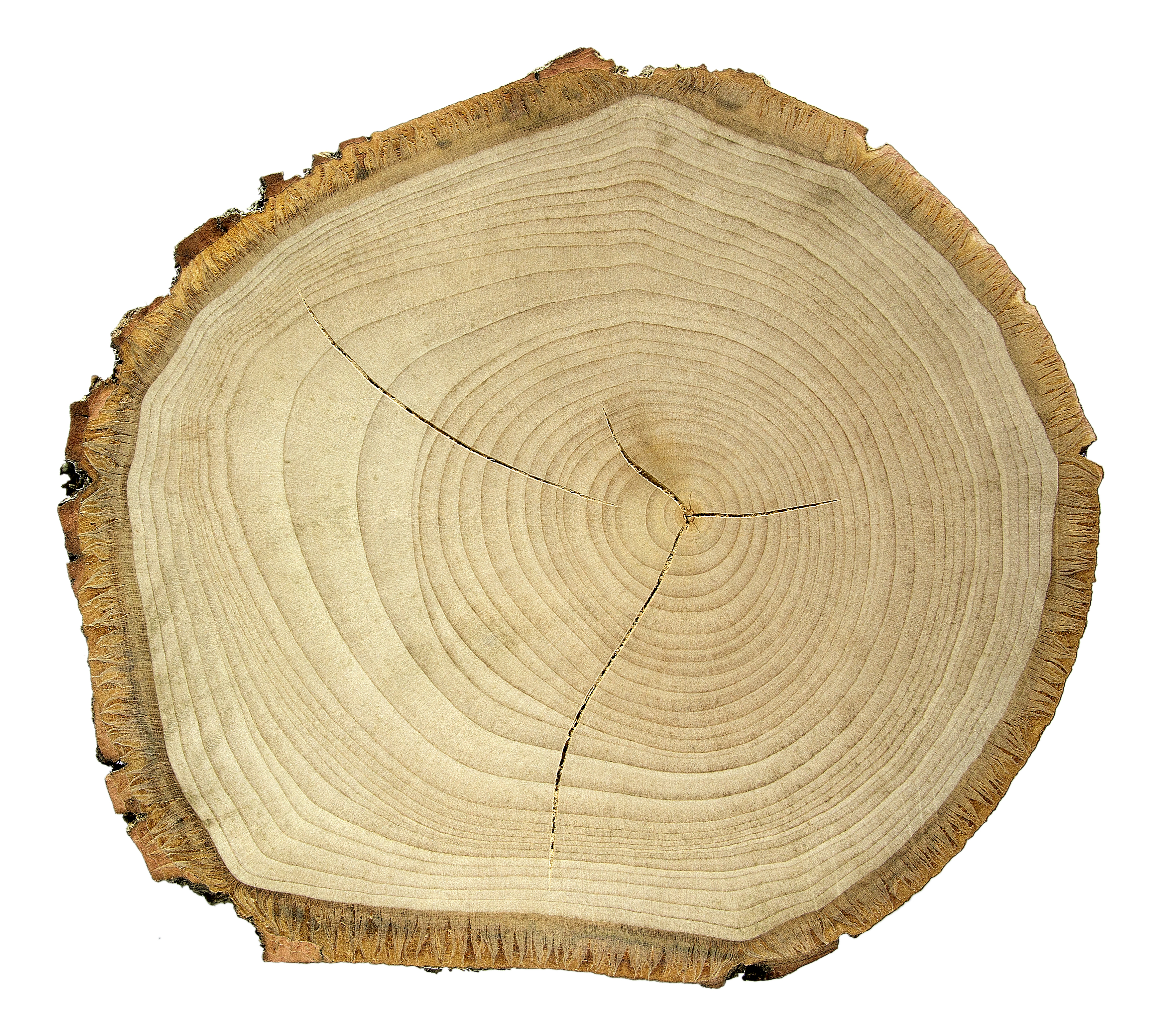
Vzorek dřeva

## Synonyma
- Tilia argentea Desf. in DC.

## Rozšíření
Lípa stříbrná je původní v jihovýchodní Evropě, na sever zasahuje až po Maďarsko, jinak roste též na z. Ukrajině, Rumunsku, býv. Jugoslávii a Bulharsku. Někdy je jako místo původu udávána i Malá Asie, zdejší údaje se však pravděpodobně vztahují k příbuznému druhu, lípě řapíkaté (Tilia petiolaris).

## Jedovatost pro hmyz
Pod stromy tohoto druhu bývá zvláště v závěru kvetení nacházen mrtvý hmyz (zejména včely a čmeláci), což v minulosti vedlo k teoriím o jeho jedovatosti.
U včely medonosné byla zjištěna úmrtnost okolo 1 % z celkového počtu jedinců navštěvujících květy této lípy. U čmeláků byl tento podíl vyšší a dosahoval rozmezí 5 až 8 %. Rozdíl může být způsoben odlišnou strategií získávání nektaru z květů lípy u včel a čmeláků.
Jedovatost nektaru byla přisuzována obsahu manózy, což je sacharid, který je pro včely jedovatý. Nejnovější analýzy však obsah manózy v nektaru této lípy vyloučily, navíc bylo zjištěno, že je její nektar výživnější než u domácích lip a její květy ho produkují více. V nektaru či pylu lípy stříbrné dosud nebyla identifikována žádná toxická substance. Za pravou příčinu úhynu včel a čmeláků je považováno vyhladovění hmyzu v závěru kvetení, kdy je nektar v květech již vyčerpán, ačkoliv hmyz stále lákají silnou sladkou vůní. Navíc je v této době zejména v městském prostředí již málo jiných zdrojů nektaru, které by hmyz mohl využít. Řešením je výsadba pozdně kvetoucích medonosných dřevin v okolí, které hmyzu poskytnou dostatek nektaru. Kácení těchto lip by naopak ochudilo nabídku nektaru v době, kdy jej již moc není, a je proto kontraproduktivní.

## Význam
Lípa stříbrná je v České republice vysazována jako okrasný strom v intravilánech obcí, parcích a arboretech. Existují i nečetné okrasné kultivary, např. 'Rhodopetala' s červenými poupaty a růžovofialovými korunními plátky, 'Princeton' a 'Sashazam' s pyramidálním vzrůstem, kulovitě rostoucí 'Silver Globe' aj.